# Khúc côn cầu trên cỏ tại Đại hội Thể thao châu Á 2002
Nội dung thi đấu khúc côn cầu trên cỏ tại Đại hội Thể thao châu Á 2002 được tổ chức tại Busan, Hàn Quốc từ ngày 30 Tháng 9 đến ngày 12 tháng 10 năm 2002. Giải đấu diễn ra tại Sân vận động khúc côn cầu Gangseo.

## Danh sách huy chương
| Nội dung | Vàng | Bạc | Đồng |
| -------- | --- | --- | --- |
| Nam      | Hàn Quốc · Kang Keon-wook · Shin Seok-kyo · Jeon Jong-ha · Kim Yong-bae · Ji Seung-hwan · Hwang Jong-hyun · Kim Jung-chul · Lim Jong-chun · Kim Kyung-seok · Kim Yoon · Yeo Woon-kon · Kang Seong-jung · Song Seung-tae · Kim Chul · Seo Jong-ho · Lee Nam-yong | Ấn Độ · Devesh Chauhan · Bharat Chettri · Dilip Tirkey · Jugraj Singh · Kamalpreet Singh · Dinesh Nayak · Viren Rasquinha · Vikram Pillay · Ignace Tirkey · Bimal Lakra · Dhanraj Pillay · Deepak Thakur · Prabhjot Singh · Daljit Singh Dhillon · Gagan Ajit Singh · Tejbir Singh | Malaysia · Chairil Anwar Abdul Aziz · Shaiful Azli · Chua Boon Huat · Roslan Jamaluddin · Keevan Raj Kali · Gobinathan Krishnamurthy · Rodzhanizam Mat Radzi · Megat Azrafiq Termizi · Azlan Misron · Mohd Madzli Ikmar · Redzuan Ponirin · Mohd Amin Rahim · Norazlan Rahim · Mohd Fairuz Ramli · Kuhan Shanmuganathan · Kumar Subramaniam |
| Nữ       | Trung Quốc · Nie Yali · Long Fengyu · Chen Zhaoxia · Ma Yibo · Cheng Hui · Huang Junxia · Fu Baorong · Li Shuang · Tang Chunling · Zhou Wanfeng · Zhang Haiying · Hou Xiaolan · Chen Qiuqi · Wang Jiuyan · Zhang Shuang · Li Aili                               | Hàn Quốc · Park Yong-sook · Kim Yoon-mi · Lee Jin-hee · Yoo Hee-joo · Lee Seon-ok · Ki Sook-hyun · Kim Eun-jin · Lee Mi-seong · Oh Ko-woon · Kim Seong-eun · Kim Jin-kyoung · Cho Jin-ju · Lee Eun-young · Lim Ju-young · Park Jeong-sook · Kang Na-young                          | Nhật Bản · Rie Terazono · Keiko Miura · Akemi Kato · Yukari Yamamoto · Sachimi Iwao · Chie Kimura · Yuka Ogura · Sakae Morimoto · Kaori Chiba · Naoko Saito · Toshie Tsukui · Nami Miyazaki · Hiromi Hashimoto · Akiko Kitada · Erika Esaki · Mayumi Ono                                                                                    |

## Bảng tổng sắp huy chương
| Hạng               | Đoàn               | Vàng | Bạc | Đồng | Tổng số |
| ------------------ | ------------------ | ---- | --- | ---- | ------- |
| 1                  | Hàn Quốc           | 1    | 1   | 0    | 2       |
| 2                  | Trung Quốc         | 1    | 0   | 0    | 1       |
| 3                  | Ấn Độ              | 0    | 1   | 0    | 1       |
| 4                  | Nhật Bản           | 0    | 0   | 1    | 1       |
| 4                  | Malaysia           | 0    | 0   | 1    | 1       |
| Tổng số (5 đơn vị) | Tổng số (5 đơn vị) | 2    | 2   | 2    | 6       |

## Chia bảng
Các đội được phân chia dựa trên thứ hạng cuối cùng của họ tại Đại hội Thể thao châu Á 1998 sử dụng hệ thống serpentine để chia bảng. Giải đấu Nữ thi đấu theo thể thức vòng tròn, 5 đội đăng ký nhưng Uzbekistan rút lui.
| Bảng A - Ấn Độ (1) - Nhật Bản (4) - Malaysia (5) - Bangladesh (9) | Bảng B - Hàn Quốc (2) - Pakistan (3) - Trung Quốc (6) - Hồng Kông (8) |

## Bảng xếp hạng cuối cùng

### Nam
| Thứ hạng | Đội tuyển  | ST | T | H | B |
| -------- | ---------- | -- | - | - | - |
| 1        | Hàn Quốc   | 5  | 4 | 1 | 0 |
| 2        | Ấn Độ      | 5  | 3 | 1 | 1 |
| 3        | Malaysia   | 5  | 2 | 1 | 2 |
| 4        | Pakistan   | 5  | 3 | 1 | 1 |
| 5        | Trung Quốc | 5  | 3 | 0 | 2 |
| 6        | Nhật Bản   | 5  | 2 | 0 | 3 |
| 7        | Bangladesh | 5  | 1 | 0 | 4 |
| 8        | Hồng Kông  | 5  | 0 | 0 | 5 |

### Nữ
| Thứ hạng | Đội tuyển  | ST | T | H | B |
| -------- | ---------- | -- | - | - | - |
| 1        | Trung Quốc | 4  | 3 | 0 | 1 |
| 2        | Hàn Quốc   | 4  | 2 | 0 | 2 |
| 3        | Nhật Bản   | 4  | 3 | 0 | 1 |
| 4        | Ấn Độ      | 4  | 0 | 0 | 4 |